# Hagerman (Idaho)

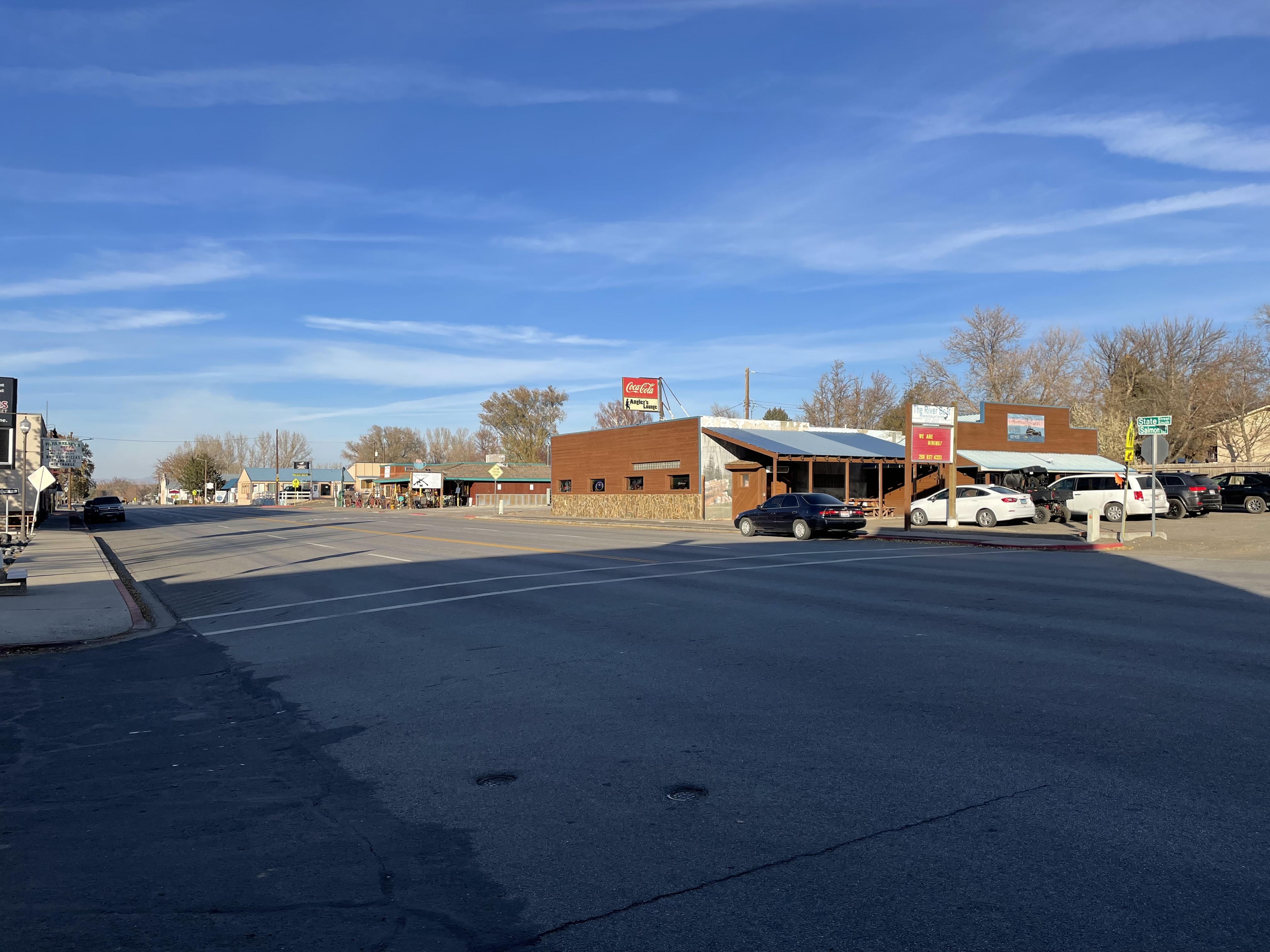
Widok na miasto Hagerman z głównej ulicy

Hagerman – miasto w Stanach Zjednoczonych, w stanie Idaho, w hrabstwie Gooding.